# Ferdinand Wttewaall van Stoetwegen
Jhr. Ferdinand Wttewaall van Stoetwegen, heer van Stoetwegen (Nijmegen, 27 juni 1866 − Oosterbeek, 11 oktober 1936) was een Nederlands burgemeester.

## Biografie
Wttewaall was een telg uit het geslacht Wttewaall en een zoon van jhr. Ferdinand Wttewaall van Stoetwegen, heer van Stoetwegen (1808-1868), kolonel, en diens derde echtgenote jkvr. Jacqueline Caroline Johanna Godin de Pesters (1838-1905), telg uit het geslacht De Pesters. Hij trouwde in 1898 met Wilhelmina Johanna barones d'Aulnis de Bourouill (1876-1954), telg uit het geslacht D'Aulnis de Bourouill met wie hij drie kinderen kreeg.
Van 1897 tot 1902 was hij burgemeester van Herwijnen waarna hij gemeente-ontvanger van Ede werd. Vervolgens  was hij van 1904 tot en met 1915 burgemeester van Doorwerth. Zijn broer jhr. Jules Henri Wttewaall van Stoetwegen (1868-1953) was ook burgemeester en zijn schoonzoon Georg Wolfgang Carel Duco baron thoe Schwartzenberg en Hohenlansberg (1899-1985) werd ook burgemeester.
Jhr. F. Wttewaall van Stoetwegen overleed in 1936 op 70-jarige leeftijd; zijn weduwe overleefde hem bijna twintig jaar.